# Ісраелян Карен Саркісович
Карен Ісраелян (вірм. Կարեն Իսրայելյան, нар. 26 березня 1992, Кумайрі) — вірменський футболіст, що грав на позиції воротаря. Відомий за виступами в клубах «Пюнік», «Уліссес» та «Арарат», а також національну збірну Вірменії.

## Клубна кар'єра
Карен Ісраелян народився у вірменському місті Кумайрі, якому невдовзі повернули історичну назву Ґюмрі. У дитинстві разом із родиною перебрався до російського міста Кіров, де й розпочав займатися футболом. З 12 років Карен Ісраелян займався футболом у школі московського ЦСКА, пізніше перейшов до школи московського «Торпедо», а закінчував футбольне навчання у школі московської «Ніки». У 2009 році повернувся на батьківщину, де уклав свій перший професійний контракт із клубом «Пюнік». Перший матч у основному складі зіграв 24 вересня 2010 року в грі за Суперкубок Вірменії. У 2011 році став основним воротарем команди, проте вже на початку наступного року за ініціативою керівництва клубу контракт із футболістом був розірваний. Лише на початку 2013 року Ісраелян зумів укласти новий контракт із єреванським клубом «Уліссес», проте на передсезонних зборах отримав важку травму, від якої зумів відновитися лише в кінці 2013 року, коли й дебютував за нову команду. На початку 2015 року перейшов до клубу «Арарат», проте вже в кінці року завершив виступи через наслідки травми.

## Виступи за збірні
2009 року дебютував у складі юнацької збірної Вірменії (U-19), загалом на юнацькому рівні взяв участь у 4 іграх.
2010 року залучався до складу молодіжної збірної Вірменії. На молодіжному рівні зіграв в одному офіційному матчі, пропустив 1 гол.
2011 року дебютував в офіційних матчах у складі національної збірної Вірменії у матчі зі збірною Литви. Цей матч залишився єдиним для Ісраеляна у складі вірменської національної збірної.
| Дата       | Місто  | Господарі | Результат | Гості    | Турнір           | Голи | Примітки |
| ---------- | ------ | --------- | --------- | -------- | ---------------- | ---- | -------- |
| 10/08/2011 | Каунас | Литва     | 3 – 0     | Вірменія | товариський матч | -3   |          |
| Усього     |        | Матчів    | 1         |          | Голів            | -3   |          |